# Ung (film)
Ung er en dansk dokumentarfilm fra 1965 med instruktion og manuskript af Henning Carlsen. Filmen indgår i en dokumentarserie, der også omfatter Familiebilleder og De gamle.

## Handling
En række af de spørgsmål, som optager ungdommen, berøres i en rundbordssamtale mellem syv unge, hvis baggrund og livsholdning skitseres i interviewform. Man drøfter blandt andet ungdommens indstilling til atomangsten, tidens krav om uddannelse og specialisering, erhvervsvalg og arbejdsglæde, ungdommens trang til selvstændig bolig og synet på det seksuelle samliv.